# The Evangenitals
The Evangenitals je americká hudební skupina. Skupinu tvoří zpěvačky Juli Crockett a Lisa Dee, klávesista Michael Feldman, baskytarista Joey Maramba, houslisté Andrea Baker a Danny Graziani, hráč na mandolínu Daniel Mark a doprovází je různí bubeníci. V březnu 2014 skupina vydala u vydavatelství Fluff & Gravy Records album Moby Dick: or, The Album. K písni „Turbulent Flow“ byl představen i videoklip.

## Diskografie
- We Are The Evangenitals (2005)
- Everlovin' (2007)
- Moby Dick: or, The Album (2014)